# Gemeinschaftsaufgabe „Verbesserung der Agrarstruktur und des Küstenschutzes“
Die Gemeinschaftsaufgabe „Verbesserung der Agrarstruktur und des Küstenschutzes“ (GAK) besteht seit 1969 in Deutschland und ist ein nationales Förderinstrument für die Land- und Forstwirtschaft sowie die ländlichen Räume. Über die Gemeinschaftsaufgaben nach Art. 91a GG kann der Bund an Aufgaben der Länder finanziell und inhaltlich mitwirken. Die Gemeinschaftsaufgabe GAK fördert zur Verbesserung der Agrarstruktur bestimmte Maßnahmen zur Stärkung der ländlichen Entwicklung, der ländlichen Entwicklung, Investitions- sowie u. a. auf Umwelt- und Klimaschutz gerichtete Maßnahmen in den Bereichen der Landwirtschaft, der Forstwirtschaft sowie des Küsten- und Hochwasserschutzes. Zugleich dient die GAK auch der Umsetzung der ELER-Förderung in Deutschland, der „zweiten Säule“ der Gemeinsamen Agrarpolitik der Europäischen Union (GAP). Im Jahr 2024 stehen im Bundeshalt für die GAK rund 1,03 Milliarden Euro zur Verfügung, zusammen mit dem Finanzanteil der Länder können für die GAK-Förderung insgesamt bis zu rund 1,72 Mrd. Euro bereitgestellt werden.

## Bedeutung und Ziele der GAK

### Geschichte
Die GAK wurde 1969 in das Grundgesetz eingeführt. Ursprünglich wurden 1969 drei Gemeinschaftsaufgaben geschaffen: Neben der Agrarstrukturverbesserung auch die Mitwirkung des Bundes am Hochschulbau sowie die regionale Wirtschaftsstrukturförderung. Die Gemeinschaftsaufgabe "Ausbau und Neubau von Hochschulen einschließlich der Hochschulkliniken" wurde 2006 gestrichen. Heute ist die GAK neben der Gemeinschaftsaufgabe "Verbesserung der regionalen Wirtschaftsstruktur" (GRW) eine der zwei Gemeinschaftsaufgaben im Grundgesetz.

### Verfassungsrechtlicher Rahmen
Über die Gemeinschaftsaufgaben wirkt der Bund ausnahmsweise entgegen der grundsätzlichen föderalen Kompetenztrennung an den Aufgaben der Länder mit, wenn diese Aufgaben gesamtstaatlich bedeutsam sind und eine Mitwirkung des Bundes zur Verbesserung der Lebensverhältnisse erforderlich ist. Eigentlich gilt nach dem Grundgesetz das Verbot der Mischverwaltung und Mischfinanzierung, Bund und Länder müssen die Aufgaben in ihren Zuständigkeitsbereichen grundsätzlich getrennt voneinander wahrnehmen. Durch die Schaffung der Gemeinschaftsaufgabe ist dieser Grundsatz gelockert, sodass der Bund sich über sie inhaltlich und finanziell an Aufgaben beteiligen kann, für die die Länder zuständig sind.

### GAK-Gesetz
Das GAK-Gesetz konkretisiert die Gemeinschaftsaufgabe inhaltlich und koordiniert die Einzelheiten der Durchführung.

### Förderziele
Die GAK soll gewährleisten, dass
- die Land- und Forstwirtschaft leistungsfähig und auf künftige Anforderungen ausgerichtet ist und ihre Wettbewerbsfähigkeit im Gemeinsamen Markt der Europäischen Union ermöglicht wird,
- die ländlichen Gebiete nachhaltig leistungsfähig bleiben und ein umwelt- und ressourcenschonende Land- und Forstwirtschaft integraler Bestandteil dieser Gebiete sind,
- der Küstenschutz verbessert wird,
- der Hochwasserschutz im Binnenland verbessert wird.[7]

Bei all diesen Zielen sollen die Erfordernisse der Raumordnung, der Landesplanung, des Umwelt- und Naturschutzes, der Landschaftspflege sowie des Tierschutzes beachtet werden.

### Inhalte
Im GAK-Rahmenplan werden die konkreten Fördergrundsätze von Bund und Ländern gemeinsam beschlossen. Diese können die Länder unter finanzieller Beteiligung des Bundes in Form von Förderrichtlinien erlassen. Im geltenden GAK-Rahmenplan 2024–2027 sind folgende Förderbereiche enthalten:
- ländliche Entwicklung (integrierte ländliche Entwicklung, ILE),
- Agrarinvestionsförderungsprogramm (AFP)
- Maßnahmen zur Diversifizierung landwirtschaftlicher Betriebe,
- Beratung
- Verbesserung der Verarbeitungs- und Vermarktungsstrukturen
- Agrarumweltmaßnahmen bzw. umweltgerechte Landbewirtschaftung und Vertragsnaturschutz
- Forsten
- tierzüchterische Maßnahmen
- wasserwirtschaftliche Maßnahmen
- Küstenschutz
- benachteiligte Gebiete

## Funktionsweise

### Rahmenplan
Zur Erfüllung der Gemeinschaftsaufgabe wird für den Zeitraum einer vierjährigen Finanzplanung ein gemeinsamer Rahmenplan von Bund und Ländern aufgestellt. Der jeweils einmal im Haushaltsjahr neu beschlossene Rahmenplan bestimmt die Fördermaßnahmen, deren Zielvorstellungen sowie Art und Höhe der Förderung näher. Den Ländern dient der Rahmenplan als Grundlage für ihre eigenen Förderrichtlinien.

#### Haushalts- und Koordinierungsreferenten
Die Haushalts- und Koordinierungsreferenten der Länder und des Bundes beraten als Gremium alle Vorschläge zu Änderungen des Rahmenplans. Wenn die Referenten einen Änderungsantrag angenommen habe, wird der Änderungsantrag dem PLANAK zum Beschluss zugeleitet.

#### Planungsausschuss Agrarstruktur und Küstenschutz (PLANAK)
Der PLANAK besteht aus den zuständigen Ministern bzw. Senatoren der Länder sowie dem Bundesminister für Ernährung und Landwirtschaft (BMEL) und dem Bundesminister der Finanzen (BMF). Vorsitz hat das BMEL.
Der PLANAK beschließt über die von Bund und Ländern angemeldeten Änderungen des GAK-Rahmenplans und über die Verteilung der verfügbaren Bundesmittel auf die Länder.

### Finanzierung
Der Bund beteiligt sich an den Maßnahmen der Länder mit einem Anteil von 60 % der Kosten, im Bereich Küstenschutz sind es 70 %. Der Bund erstattet den Ländern seinen Anteil an den Maßnahmen, die die Länder umsetzen. Im Haushaltsjahr 2021 werden vom Bund rund 1,03 Mrd. Euro im Bundeshaushalt zur Verfügung gestellt, zusammen mit dem Kofinanzierungsanteil der Länder können insgesamt bis zu rund 1,72 Mrd. bereitgestellt werden.

### GAK-Durchführung der Länder
Über das Angebot der Maßnahmen entscheiden die Länder entsprechend dem erkannten Förderbedarf in eigener Zuständigkeit.
Die Antragstellung, Bewilligung und Auszahlung der Fördergelder erfolgt daher auf Landesebene.
Die Förderung kann in Form von Zuschüssen, Darlehen, Zinszuschüssen und Bürgschaften erfolgen.

## GAK-Förderangebot in den Bundesländern
Da die Umsetzung der GAK bei den Ländern liegt, unterscheiden sich die Förderangebote und -schwerpunkte zwischen den Ländern entsprechend den jeweiligen landesspezifischen Bedarfen. Bei den jeweiligen Landesministerien sind Informationen zu der GAK-Förderung erhältlich.

## Themen

### Landwirtschaft

#### Biodiversität und Umweltschutz
Durch Agrarumweltmaßnahmen (AUKM) können u. a. Blühstreifen, Erhalt von und Umwandlung von Ackerflächen in Dauergrünland oder Pflanzung von Obstbäumen bezuschusst werden.

#### Wolfsschutz
Nach der Wiederansiedlung des Wolfes in Deutschland können Maßnahmen, die dem Schutz vor dem Wolf dienen, gefördert werden. Investitionen zum Schutz von Weidetieren (Schafe, Ziegen, Rinder, Hauspferde, Hausesel, Alpakas, Lamas, Damwild), etwa der Bau von Schutzzäunen, können bezuschusst werden.

#### Tierwohl
In der GAK sind auch Förderungen für den Umbau zu tierwohlgerechteren Ställen und Prämien für eine tierwohlgerechtere Haltung enthalten.

#### Wasserhaushalt
Landwirtschaftliche Beregnung, der Neu- und Ausbau von Wasserspeichern oder Pumpanlagen werden ebenso wie die naturnahe Gewässerentwicklung gefördert.

### Forstwirtschaft
Im Förderbereich "Forsten" werden auch die aktuelle Entwicklungen der Wälder berücksichtigt.
Sowohl die Wiederaufforstung nach Trockenheit und Befall durch den Borkenkäfern als auch der Umbau zu klimastabilen Wäldern sind dabei Ziel. Forstwirtschaftliche Zusammenschlüsse werden über den Förderbereich 5C gefördert.

### Ländliche Entwicklung
Förderfähig sind u. a.:
- Dorfentwicklung
- Regionalbudget
- Ländliche Entwicklungskonzepte (ILEK)
- dem ländlichen Charakter angepasste Infrastrukturmaßnahmen

### Küsten- und Hochwasserschutz
Der Neu- und Ausbau von Küstenschutzanlagen, nicht aber Erhaltungs- oder Wiederherstellungsarbeiten sind Aufgabe der GAK. Im Bereich des Küstenschutzes erstattet der Bund den Ländern 70 % der Fördersumme.
Im Hochwasserschutz werden u. a. der Deichbau, die Schaffung von Retentionsflächen, der Neubau sowie die Verstärkung von Hochwasserschutzanlagen gefördert.

## ELER-Förderung
Die GAK ist zudem in die deutsche ELER-Förderung eingebunden, indem die im Rahmen der Gemeinschaftsaufgabe bereitgestellten Mittel den nationalen Kofinanzierungsanteil darstellen.